# 14 de març
El 14 de març és el setanta-tresè dia de l'any del calendari gregorià i el setanta quart en els anys de traspàs. Queden 292 dies per a finalitzar l'any.

## Esdeveniments
Països Catalans
- 1899 - Barcelona: Bartomeu Robert i Yarzábal, més conegut com a Dr. Robert, és escollit batlle de la ciutat.
- 1920 - Mataróː S'inaugura el Teatre Bosque, amb l’actuació de la companyia d’acròbates de Willy Frediani.[1]
- 1952 - Barcelona: Són executats al Camp de la Bota els maquis anarquistes Pere Adrover Font el Iaio, Jordi Pons Argilés, José Pérez Pedrero Tragapanes, Ginés Urrea Piña i Santiago Amir Gruañas el Sheriff.
- 1967 - S'emet per RTVE-Catalunya el primer programa de Mare Nostrum, un informatiu mensual, segon programa en català de la televisió.
- 1993 - Andorra: s'hi celebra el referèndum amb què s'aprova la primera Constitució del país.

Resta del món
- 1369 - Montiel (Regne de Castella)ː Batalla de Montiel en el si de la Guerra dels Cent Anys. L'exèrcit franco-castellà comandat per du Guesclin i Enric II de Castella derrota a l'aliança proanglesa liderada per Portugal.
- 1516 - Brussel·les (Sacre Imperi Romanogermànic)ː Carles V és coronat rei de la monarquia d'Espanya a la catedral.
- 1938 - Viena (Àustria)ː Adolf Hitler entra à Viena on és aclamat per 200 000 austríacs.
- 1939 - Eslovàquia: Jozef Tiso proclama la independència d'Eslovàquia, i es converteix en un estat satèl·lit de l'Alemanya nazi.
- 1984 - Belfast (Irlanda del Nord)ː Paramilitars de l'Ulster Freedom Fighters fereixen greument en un atemptat a Gerry Adams, president del Sinn Féin.[2]
- 2004 - Espanya El Partit Socialista Obrer Espanyol PSOE guanya les eleccions a les corts espanyoles per majoria relativa.
- 2020 - Espanya: el Consell de ministres aprova l'estat d'alarma i decreta mesures per frenar el contagi del COVID-19, previstes inicialment per a una durada de dues setmanes, que es perllongarien.[3]

## Naixements
Països Catalans
- 1844, Alcoi: Llorenç Casanova i Ruiz, pintor valencià
- 1883, Barcelona: Joan Manén i Planas, virtuós del violí i compositor.[4]
- 1892, Olot: Carme Gotarde i Camps, fotògrafa catalana, i també pintora, dibuixant i escultora (m. 1953).[5]
- 1923, Cambrils: Josep Salceda i Castells, cronista oficial de la vila de Cambrils
- 1937, Andratx, Mallorca: Baltasar Porcel i Pujol, escriptor, periodista i crític literari mallorquí.[6]
- 1947, València: Carles Mira, guionista i director de cinema valencià (m. 1993).[7]
- 1949, Barcelona: Núria Armengol Reig, jugadora, entrenadora i directiva de bàsquet catalana[8]
- 1950, Pontellà: Pere Figueres, cantant de Catalunya Nord.
- 1955, Castelldefels: Roser Burgués Ventura, psicopedagoga, terapeuta del llenguatge i escriptora catalana.
- 1958, Barcelonaː Rosa Cullell i Muniesa, periodista i dirigent empresarial.[9]
- 1966, Barcelona: Anna Amigó Bertran, orientadora catalana, especialista en curses d'orientació i raids d'aventura.[10]
- 1978, Barcelona: Maria Casado Paredes, periodista i presentadora de televisió catalana.[11]

Resta del món
- 1681, Magdeburg: Georg Philipp Telemann, compositor alemany (m. 1767)[12]
- 1804, Viena (Àustria): Johann Strauss, compositor i director d'orquestra austríac, conegut particularment pels seus valsos i per ser el pare d'una dinastia musical amb els seus fills Johann Strauss, Josef Strauss i Eduard Strauss. (m. 1849)[13]
- 1846, Viena, Àustria: Bertha von Brukenthal, compositora austríaca (m. 1908).[14]
- 1854, Strehlen, Prússia: Paul Ehrlich, bacteriòleg Premi Nobel de Medicina o Fisiologia de 1908.(m. 1915)[15]
- 1879, Ulm, Imperi Alemany: Albert Einstein, físic alemany. (m. 1955)[16]
- 1887, Baltimore, Estats Units: Sylvia Beach, llibretera i editora nord-americana (m. 1962).[17]
- 1892, Ada (Imperi Austrohongarès) (avui dia a Voivodina Sèrbia): Mátyás Rákosi, polític comunista hongarès que, entre 1945 i 1956, dirigí la República Popular d'Hongria (m. 1971).[16]
- 1922, Montevideo: China Zorrilla, actriu uruguaiana.[18]
- 1923, Nova York: Diane Arbus, fotògrafa estatunidenca (m. 1971).[19]
- 1933, Londres: Michael Caine, actor i productor de cinema anglès.[20]
- 1934, Renate, Itàlia: Dionigi Tettamanzi fou un cardenal italià de l'Església Catòlica.(m. 2017)[21]
- 1938, Vitória da Conquista, (Brasil): Glauber Rocha, director de cinema brasiler, actor i guionista (m. 1981).[7]
- 1939, Sevilla: Pilar Bardem, actriu espanyola.[22]
- 1941, Emden, Baixa Saxònia (Alemanya): Wolfgang Petersen, director de cinema alemany.[7]
- 1946, Heemstede, (Països Baixos): Maria Gertrudis "Mieke" Bal, historiadora de l'art.[23]
- 1960, Califòrniaː Heidi Hammel, astrònoma planetària que ha estudiat àmpliament Neptú i Urà.[24]
- 1963, Varsòvia: Anna Osmakowicz, actriu i cantant polonesa.
- 1970, Logronyo: Mariam Budia, dramaturga espanyola.
- 1997, Columbus, Ohio, Simone Biles, gimnasta artística estatunidenca; al 2019, la més llorejada de tots els temps.[25]

## Necrològiques
Països Catalans
- 1978 - Madrid: Agustin Rueda Sierra, anarquista i antifranquista català, assassinat per la policia a la presó de Carabanchel (n. 1952).
- 1988 - Barcelona: Helena Maragall i Noble, litògrafa i gravadora catalana (n. 1893).[26]
- 1996 - Barcelona, Conxa Sisquella i Planas, pintora i artista destacada de la postguerra (n. 1920).[27]
- 2001 - Reus (el Baix Camp): Ramon Barnils, periodista català (n. 1940).[28]

Resta del món
- 1457 - Pequín (Xina): Jingtai, setè emperador de la Dinastia Ming (n. 1428)[29]

- 1805 - Pequín, Xina: Ji Yun, polític i escriptor xinès (n. 1724).[30]

- 1877 - Southampton, Anglaterra: Juan Manuel de Rosas, polític i militar argentí (n. 1793).[31]
- 1883 - Londres, Anglaterra: Karl Marx, filòsof, sociòleg, economista i pensador socialista (n. 1818).[31]
- 1901 - París: Henriette Browne, pintora orientalista francesa (n. 1829).[32]
- 1932 - Rochester, Nova York (EUA): George Eastman, fotògraf, inventor, i filantrop nord-americà (n. 1854).[7]
- 1973 - Saint Louis, Missouri (EUA): Howard H. Aiken, enginyer nord-americà (n. 1900).[33]
- 1975 - Hollywood, Los Angeles: Susan Hayward, llegendària actriu nord-americana (n. 1917).[34]
- 1976 - Palm Springs, Califòrnia (EUA): Busby Berkeley, nascut William Berkeley Enos director de cinema i coreògraf estatunidenc (n. 1895).[7]
- 1980 - Alaska (EUA): Félix Rodríguez de la Fuente, etòleg, naturalista i divulgador ambientalista espanyol (n. 1928).[35]
- 1989 - Graubünden, Suïssa: Zita de Borbó-Parma, última emperadriu de la casa d'Habsburg de l'imperi austrohongarès (n. 1892).[36]
- 1997 - Londres, Anglaterra: Fred Zinnemann, director de cinema austríac (n. 1907).
- 2008 - Rocca di Papa, Itàlia: Chiara Lubich, activista catòlica italiana.[37]
- 2017 - Barcelona: Joaquina Dorado Pita, activista anarco-sindicalista, republicana i antifranquista (n. 1917).[38]
- 2018 - 
  - Cambridge, Anglaterra: Stephen Hawking, físic britànic (n. 1942).[39]
  - Rio de Janeiro: Marielle Franco, sociòloga, feminista, política, defensora dels drets humans assassinada a trets (n. 1979).[40]

## Festes i commemoracions
- Onomàstica: Arnau de Pàdua, o de Cattanei, abat benedictí i màrtir; Matilde de Saxònia, emperadriu germànica; Florentina de Cartagena, verge i monja; sant Jacopo Cusmano, fundador dels Missioners Servents i Serventes dels Pobres (mort 1888); beat Agnus de Saragossa bisbe i franciscà (m. 1260); serventa de Déu Zita de Borbó-Parma, emperadriu.
- Se celebra el dia del nombre π especialment als països de parla anglosaxona on aquesta data s'escriu 3/14 o 3.14.
- White day, commemoració similar a la del dia de Sant Valentí celebrada al llunyà Orient.